# مشاة (عسكرية)

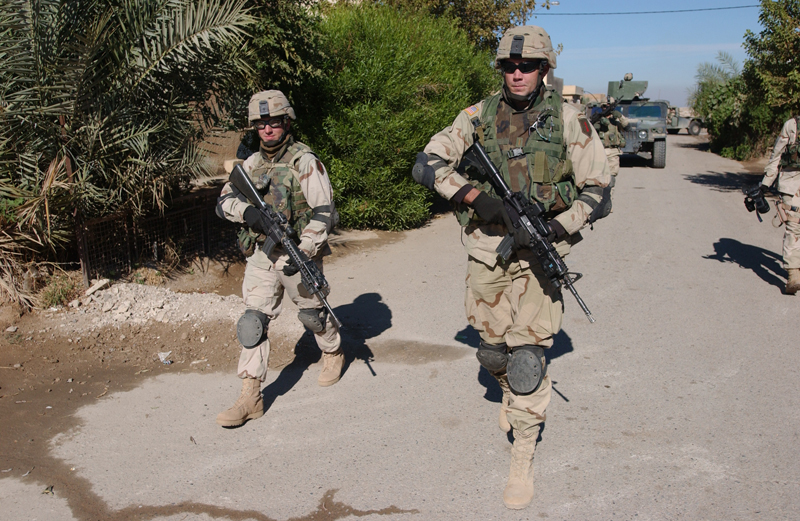
مشاة الجيش الأمريكي

المُشَاةُ هو مصطلح يطلق على مجموعة من الجنود المسلحين بأسلحة خفيفة والمدرّبين خصيصًا للقتال على البرّ وباستعمال وسائط أخرى للتنقل في بعض الأحيان مثل الشاحنات والمركبات و ناقلات الجنود المدرعة (مشاة آلية) أو مركبات القتال المدرعة (مشاة ميكانيكية) أو السفن (مشاة البحرية) تاريخيا في الحروب غالبا ما يكون النصيب الأكبر من القتلى والجرحى من المشاة ويحصل جنود المشاة على تدريبات بدنية قاسية ويطلب منهم التزام الانضباط والتوفر على لياقة بدنية عالية، والدور الرئيسي للمشاة هو تدمير العدو تحت أي ظرف.
المشاةُ هم أول قواتٍ عسكريّة في التاريخ. في العصور القديمة، كان المشاةُ مسلّحين بسلاح غير باروديّ مثل الرمح أو الفأس أو السيف، أو بسلاح تصويب مثل الرمح أو القاذفة، وبضعهم كانوا يحملون هذين النوعين. مع اكتشاف البارود بدأ المشاة في التحول إلى حمل الأسلحة النارية الباروديّة في المقام الأول. بحلول زمن الحرب النابليونية، شكل المشاةُ، والفرسان، والمدفعية مثلّثًا أساسيًّا للقوات البرية، رغم أن المشاة كانوا في العادة هم الأكثر عددًا. بحلول زمن الحرب المدرعة حلّت المركبات القتالية المدرّعة محل خيول الفرسان، كما أضافت القوات الجوية بُعدًا جديدًا إلى القتال البريّ، ولكن قوات المشاة ما تزال محورًا مهمًّا  في كل العمليات المسلّحة حديثًا.
يملك المشاةُ وعيًا ومعرفةً بالأوضاع والظروف المحلية أكبر بكثير من فرق القوات العسكرية الأخرى، وذلك بسبب وجودهم المباشر والمتأصل في أرض ميدان المعركة (يقاتلون على الأرض)، وهذا أمر مهمّ للقتال واختراق مواقع العدو، والاستيلاء على الأرض والدفاع عنها (أي أهداف عسكرية)، وتأمين تحقيق انتصارات في ساحة القتال، والحفاظ على السيطرة على المنطقة العسكرية والأمن على الجبهات الأمامية وخلفها، وضبط المعدات الحربيّة، وأسر السجناء، والاحتلال العسكري. يمكن للمشاةِ التعرّف والتأقلم بسهولةٍ أكثر على الظّروف المحلية، والطّقس، وتغير أسلحة العدو أو خططه، فهم قادرون على العمل في عدّة تضاريس لا تستطيع المركباتُ العسكريّة الوصول إليها، ومن الممكن أن تعمل بإمدادت عسكريّة قليلة. يصل المشاةُ إلى مناطق القتال البرية بشكل سهل وذلك من خلال السير والتقدم المنظّم على الأرض، أو الشاحنات أو النقل البحري أو الجوي؛ كما يمكن إدخالهم مباشرةً إلى القتال عن طريق الإنزال البرمائي، أو عن طريق الهجوم الجوي بالمظلات (هجوم القوات المجوقلة) أو عن طريق المروحيات. يمكن تعزيزهم بمجموعة متنوعة من الأسلحة، والناقلات المدرعة، وعربات المشاة القتالية.

## خلفية تاريخية
بدأ المحاربون الأوائل الذين استخدموا أسلحة الصيد أو الأسلحة الخفيفة قبل وجود أي جيش منظم أساسًا كمجموعات حُرّةٍ دون أي تنظيم أو تشكيل. ولكن هذا تغير في وقت ما قبل التاريخ المسجل؛ حيث اتضح أن الإمبراطوريات القديمة الأولى (2500-1500 قبل الميلاد) كانت قد امتلكت جنودًا بمعدات عسكرية موحدة تلقّوا التدريب والانضباط اللازمين للتشكيلات والمناورات الميدانية: جيش نظامي. بالرغم من كونهم القوة الرئيسية للجيش، إلا أن هذه القوات كانت عادةً صغيرة بسبب تكاليف التدريب والإبقاء عليها، وقد تكون مكملة بقوات محلية مجندة لوقتٍ قصير تستخدم أسلحة المُشاة وخططهم القديمة غير النظامية؛ وقد ظل ذلك ممارسة شائعة حتى العصر الحديث تقريبًا. 
قبل اتخاذ وتبني العجلة الحربيّة لإنشاء أول قوات مقاتلة متنقلة في عام 2000 ق.م.، كانت كل الجيوش مجرّد مُشاة. حتى بعد ذلك، ومع استثناءات قليلة مثل إمبراطورية المغول، كان المشاة العنصر الأكبر عددًا في معظم الجيوش في التاريخ. 
في العالم الغربي، من العصور القديمة الكلاسيكية إلى العصور الوسطى (من القرن الثامن قبل الميلاد إلى القرن الخامس عشر الميلادي) يصنّف المشاةُ إما مشاةً ثقيلة أو مشاة خفيفة. المشاة الثقيلة مثل المقاتلين اليونانيين والكتائب المقدونية والكتائب الرومانية: هم المتخصصون في التشكيلات الثقيلة التي تقود خطوط العدو الرئيسية، مستعينين بالثقل العددي لتحقيق نصرٍ حاسم، وكانوا يزودون عادة بأسلحة ودروع ثقيلة تناسب دورهم. أما المشاةُ الخفيفة مثل المقاتلين الرومانيين، فكانت تستخدم التشكيلات المفتوحة وتملك قدرة أكبر على المناورة، وتولت أغلب الأدوار القتالية الأخرى: النشاط الكشفيّ، وفحص الجيش في المسيرة، والمناوشات الرامية إلى تأخير أو تعطيل أو إضعاف العدو للاستعداد للهجوم في ساحة المعركة الذي تشنه القوات الرئيسية، أو مطاردة الأعضاء الفارّين، أو تغطية انسحاب جيشهم. 

## المعدات

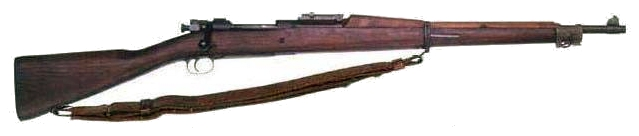
بندقيةM1903 Springfield

تشمل ترسانة أسلحة المشاة المعاصرين : البنادق، القنابل اليدوية، الرشاشات، قاذفات الصواريخ ...